# He's in Again
He's in Again é um curta-metragem mudo norte-americano de 1918, do gênero comédia, com o ator cômico Oliver Hardy. Cópia do filme encontra-se conservada na Biblioteca do Congresso, nos Estados Unidos.

## Elenco
- Billy West - Um cliente
- Oliver Hardy - (como Babe Hardy)
- Leo White - Lutador
- Ethelyn Gibson

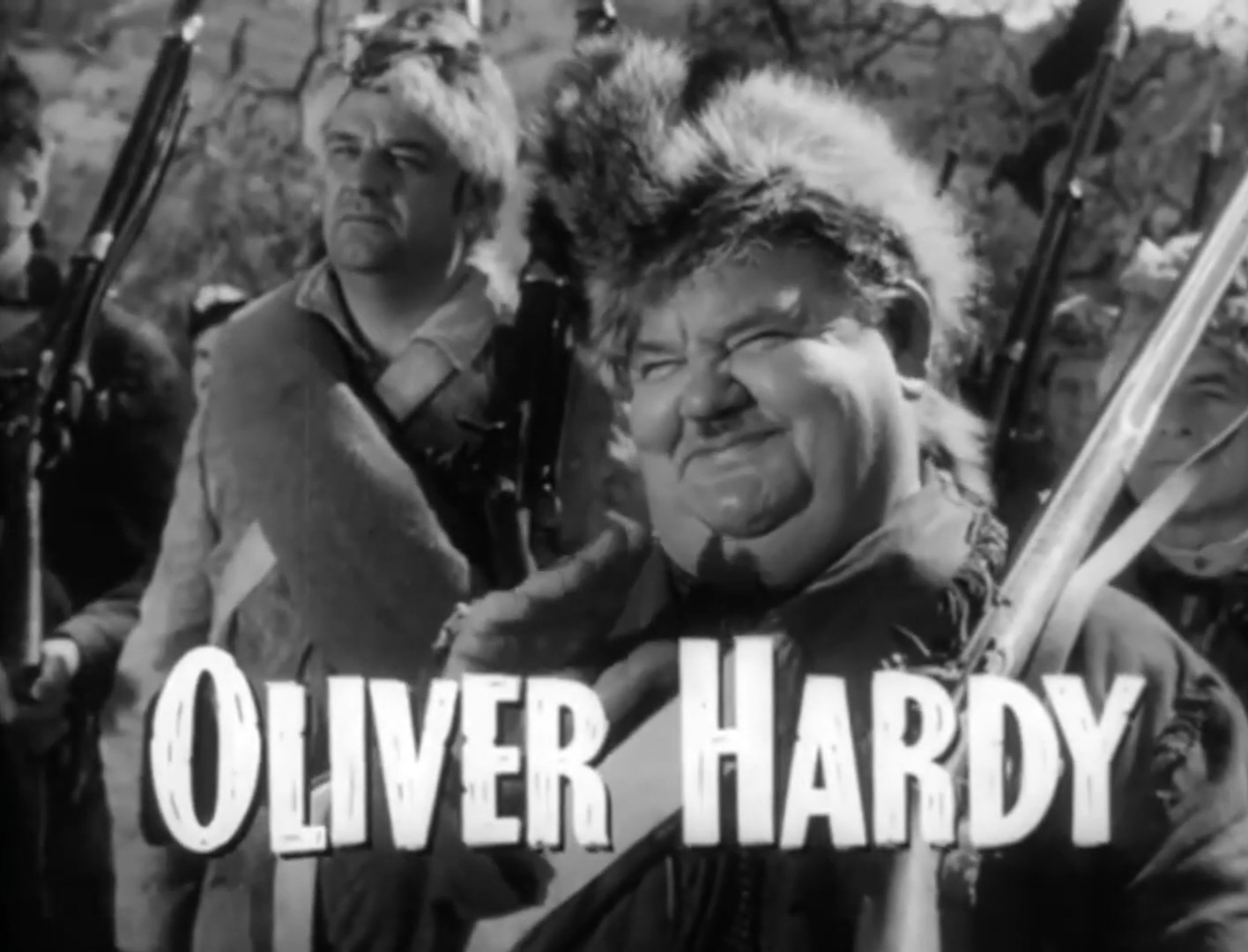
Oliver Hardy

- Charley Chase - Tocador de piano (como Charles Parrott)
- Bud Ross - Um bêbado (como Budd Ross)
- Stanton Heck